# Storgölen (Ulrika socken, Östergötland, 644004-147586)
Storgölen är en sjö i Linköpings kommun i Östergötland och ingår i Motala ströms huvudavrinningsområde.